# Gare de Tivoli
 (juin 2021).
Si vous disposez d'ouvrages ou d'articles de référence ou si vous connaissez des sites web de qualité traitant du thème abordé ici, merci de compléter l'article en donnant les références utiles à sa vérifiabilité et en les liant à la section « Notes et références ».
La gare de Tivoli (en italien : Stazione di Tivoli) est l'une des deux gares de la commune de Tivoli dans le Latium en Italie. Gare principale de la ville, elle est située à l'est du centre-ville sur la rive droite de l'Aniene.

## Situation ferroviaire

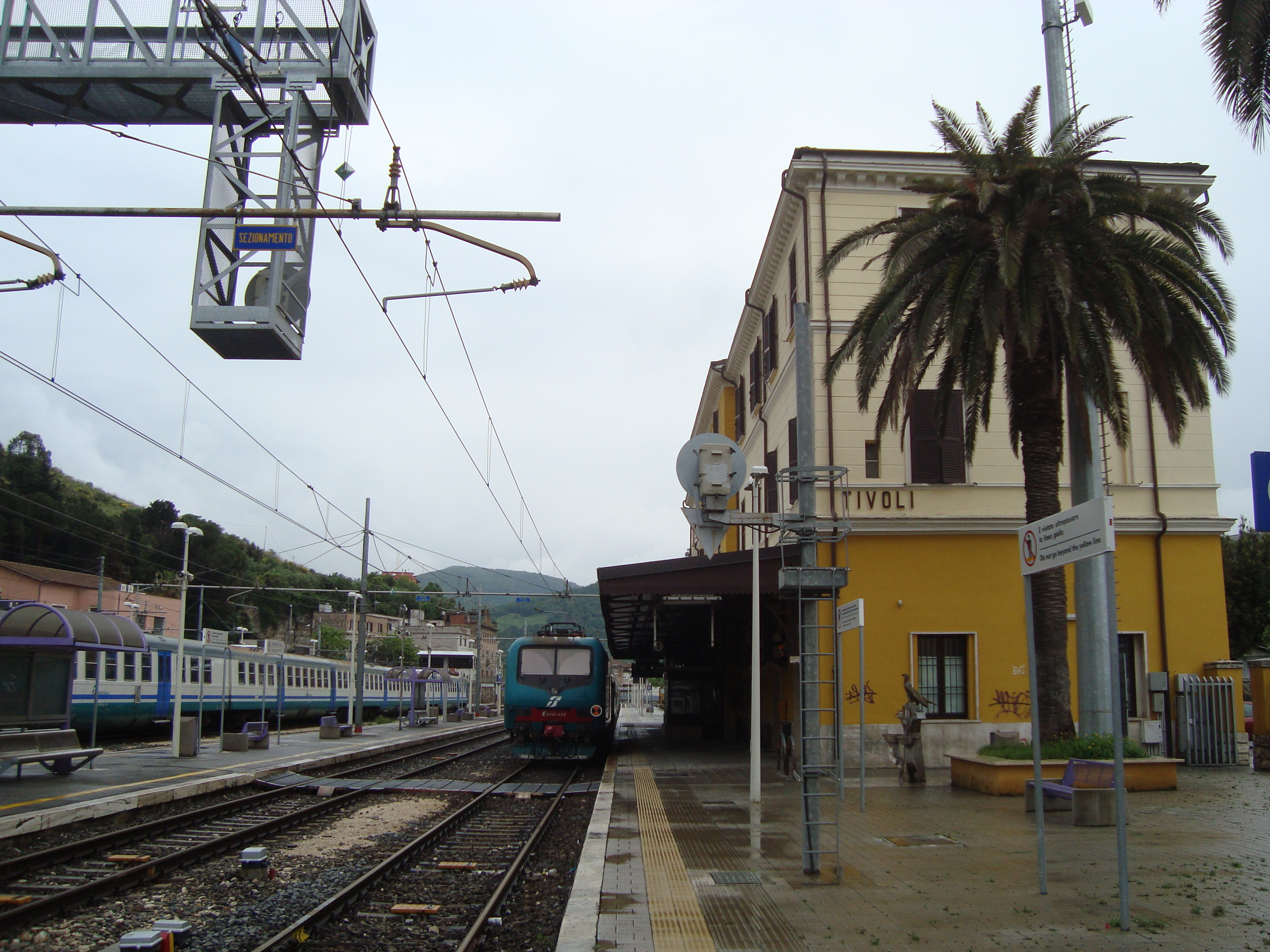
Le bâtiment principal et les quais.

La gare principale de Tivoli est située à 232 m d'altitude au pied du mont Catillo, sur la rive droite du fleuve Aniene, au point kilométrique (PK) 39 de la ligne la reliant à la gare de Rome-Tiburtina (« Tibur » étant le nom antique de Tivoli) à Rome.

## Histoire
La gare de Tivoli est inaugurée le 10 décembre 1884 lors de l'ouverture de la ligne devant relier Rome à la ville de Tivoli alors en plein essor économique avec d'une part la création d'industries de papeterie et d'électricité en raison de l'energie hydroélectrique fournit par les usines construites sur le cours de l'Aniene et d'autre part le thermalisme historique de la ville, devenu une attraction touristique pour les Romains à la fin du XIXe siècle. Une autre gare, gare de Bagni di Tivoli, est ouverte en amont sur la ligne à Tivoli Terme où se sont développés les établissements de cures thermales.
À l'occasion du jublilé de la gare en 2000, l'artiste japonais Toba Ikuyo a réalisé une importante peinture murale dans les bâtiments afin de célébrer l'événement.

## Service des voyageurs

### Desserte
Gérée par le Rete ferroviaria italiana (compagnie nationale italienne des chemins de fer), la gare de Tivoli est le terminus de la ligne régionale FL2 la reliant à la gare de Rome-Tiburtina (« Tibur » étant le nom antique de Tivoli) avec des trains en provenance de Rome toutes les demi-heures et des horaires renforcés aux heures de pointe.
Elle constitue également l'une des principales gares de la ligne ferroviaire Rome-Sulmona-Pescara, reliant Rome à Pescara sur la côte adriatique dans les Abruzzes en traversant le pays dans sa largeur au niveau du milieu de la botte italienne.